# Броненосцы типа «Виттельсбах»
Броненосцы типа «Виттельсбах» — тип броненосцев флота Германии конца XIX — начала XX века. Корабли этой серии являлись дальнейшим развитием проекта броненосцев типа «Кайзер Фридрих III».

## Проектирование и постройка
В 1898 году в результате энергичной деятельности Тирпица и полного согласия со стороны императором Вильгельмом II была принята первая из так называемых «новелл» — законов о строительстве флота. По нему предусматривалось, что Германия всего через 5 лет будет иметь 19 броненосцев, которые будут дополняться кораблями береговой обороны. Спустя всего 3 года последовал второй закон, продливший программу до 1920 года, когда основу немецкой морской мощи должны были бы составить уже 38 броненосцев (нем. Panzerschiffe) и 14 больших крейсеров (нем. Großer Kreuzer).
Первыми кораблями, заложенными во исполнение «новелл» Тирпица, стали пять броненосцев типа «Виттельсбах», строительство которых началось через год после начала постройки двух последних броненосцев типа «Кайзер Фридрих III». В результате подобной спешки изменения по сравнению с предшественниками оказался незначительными.

## Конструкция

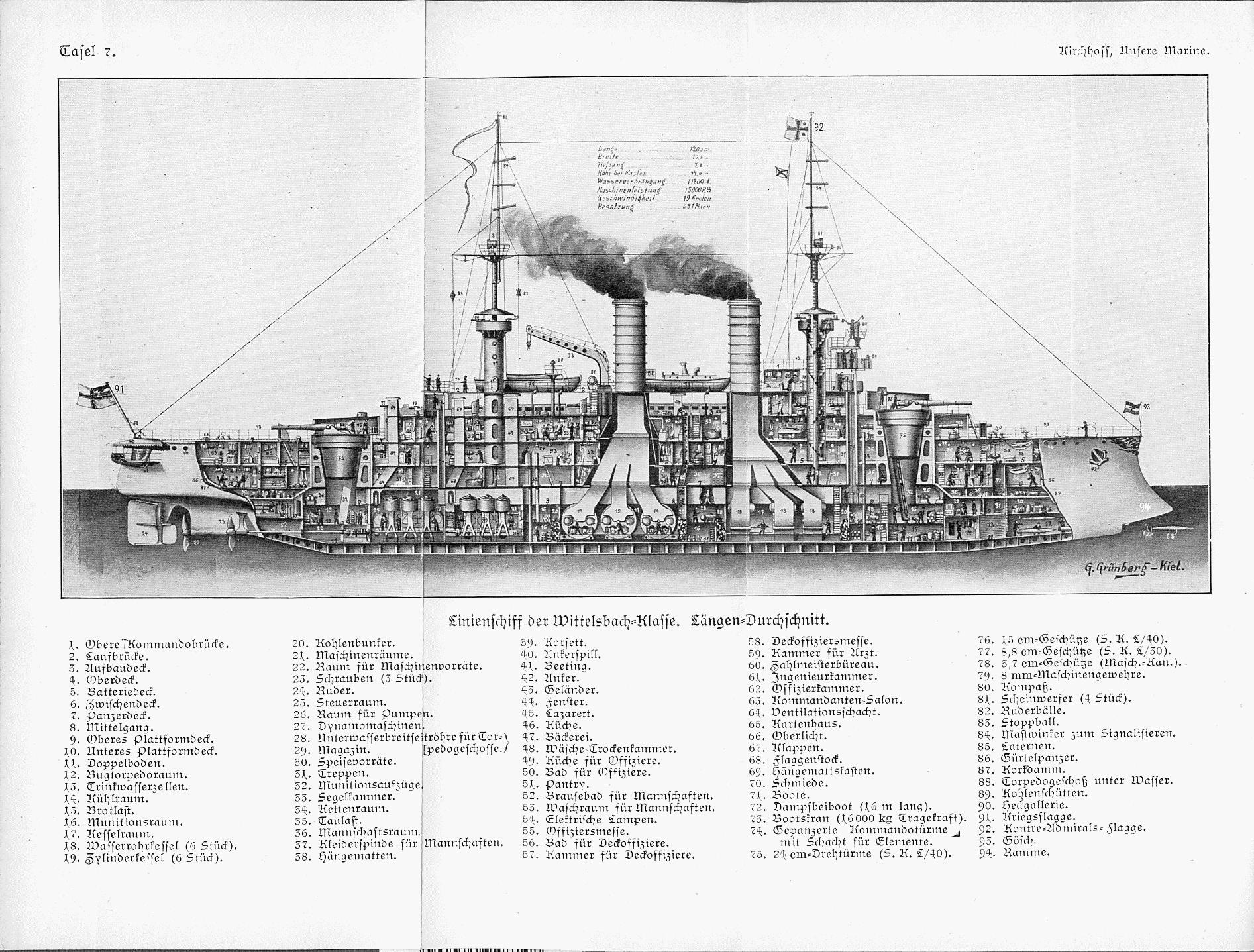
Броненосцы типа «Виттельсбах». Продольный срез.

Ничем не отличаясь от прототипа по составу вооружения, броненосцы типа «Виттельсбах» получили более мощную силовую установку и новую систему бронирования, аналогичную применённой на британском «Канопусе». Размерения корпуса — длина по ватерлинии: 125,2 м, наибольшая: 126,8 м; ширина корпуса: 22,8 м. Они имели осадку 7,95 м (26 футов 1 дюйм) носом и 8,04 м кормой. Нормальное водоизмещение «Виттельсбахов» по проекту составляло 11 774 тонны (11 588 дл. тонн), полное — 12 798 тонн (12 596 дл. тонн). Корпуса собирались по бракетной системе набора. Корпус был разделен на 14 водонепроницаемых отсеков, двойное дно шло на протяжении 70 % длины корпуса.

### Бронирование
Вертикальное бронирование изготавливалось из цементированной крупповской брони. Броненосцы имели полный пояс по всей длине ватерлинии. Главный броневой пояс толщиной 225 мм располагался между барбетами носовой и кормовой башен. Под водой он сужался, доходя у нижней кромки до 100 мм. В носовой и кормовой части толщина пояса составляла 100 мм. Пояс был установлен на подкладке из тикового дерева и крепился гужонами. Сзади пояс подкреплялся скосами броневой палубы, спускавшимися к его нижней кромке. Палубная броня была 50 мм в горизонтальной части, толщина скосов колебалась 120-75-120 мм (нос-цитадель-корма). Крыша носовой рубки была 50 мм (1,97 дюйма), стены: 250 мм. Крыша кормовой рубки была 30 мм, стены: 140 мм. Цитадель корабля был также защищена 140 мм брони. Крыша башен ГК была толщиной 50 мм, 250 мм — стены. Броня башен среднего калибра имела толщину 150 мм, казематы имели туже толщину, в то время щиты прикрывавшие пушки стоящие в казематах имели толщину 70 мм.

### Вооружение
На кораблях стояли четыре 240 мм пушки в двухорудийных башнях Drh.L. C/98 в носовой и кормовой части. Орудия имели угол возвышения 30°, угол склонения −5°. Это позволяло вести огонь на 16 900 м. Орудия стреляли двумя типами снарядов одинакового веса по 140 кг, делая до трёх выстрелов в минуту. Боезапас каждого орудия состоял из 85 снарядов. Новые установки и модернизированный затвор позволяли 240 мм орудиям иметь в два-три раза большую скорострельность, чем орудиям броненосцев типа Кайзер.
Средний калибр составляли восемнадцать 150 мм орудий, шесть из которых находились в одиночных башнях, а остальные — в казематах. Эти орудия стреляли бронебойными снарядами со скорострельностью около 5 выстрелов в минуту. На каждое орудие приходилось 140 выстрелов, в сумме 2520. Стволы поднимались на 20° и опускались на 7°. Максимальная дальность — 13 700 м. На броненосцах типа «Виттельсбах» артиллерия среднего калибра считалась едва ли не главным оружием корабля для стрельбы по морским целям.
Противоминный калибр составляли двенадцать 88 мм скорострельных пушек, размещённых в казематах, которые делали до 15 выстрелов в минуту на расстояние до 6890 м. Эти орудия наводились вручную.
Также корабль имел шесть 450 мм подводных торпедных аппаратов.
Для вооружения десантных партий имелась 6 см десантная пушка и 367 винтовок mod 98 и 80 револьверов mod. 79, заменённых впоследствии пистолетами М.1904.

### Силовая установка

#### Главная энергетическая установка
Корабли типа «Виттельсбах» приводились в движение с помощью трёх трёхцилиндровых машин тройного расширения проектной мощностью 14 тысяч л. с. (10 440 кВт). Машины приводились в действие шестью котлами военно-морского типа («Веттин» и «Мекленбург» — Торникрофта) и шестью огнетрубными котлами цилиндрического типа, вырабатывающие пар с рабочим давлением 13,5 атм с поверхностью нагрева 3719-4428 м². Корабли имели один руль и три винта . Два внешних винтов были трехлопастные, диаметром 4,8 м, центральный винт был четырёхлопастным, 4,5 м в диаметре. Проектная скорость была 18 узлов (33 км/ч). При запланированной мощности в 14 тыс. л. с., во время испытаний двигатели показали мощность от 13 253 до 15 530 л. с. Максимальная скорость кораблей с котлами Шульца находилась между 16,9 и 17,9 узлами (31,3 и 33,1 км/ч), корабли с котлами Торникрофта развили 18,1 узла (33,4 км/ч). Дальность хода была 5000 морских миль (9100 км) с экономической скоростью 10 узлов (19 км/ч).

#### Электропитание
Броненосцы имели четыре генератора постоянного тока мощностью по 230 кВт и напряжением 74 В, кроме «Виттельсбаха» который имел четыре турбогенератора мощностью 258 кВт.

## Представители
- «Виттельсбах»[нем.]- заложен в 1899 году, спущен на воду 3 июля 1900 года, вошёл в строй 15.10.1902
- «Веттин»[нем.]- заложен в 1899 году, спущен на воду 6 июня 1901 года, вошёл в строй 1.10.1902
- «Церинген»[нем.] — заложен в 1899 году, спущен на воду 12 июня 1901 года, вошёл в строй 25.10.1902
- «Швабен»[нем.] — заложен в 1900 году, спущен на воду 15 октября 1902 года, вошёл в строй 13.4.1904
- «Мекленбург»[нем.] — заложен в 1900 году, спущен на воду 9 ноября 1901 года, вошёл в строй 25.6.1903

## История
По причине спешного проектирования серия броненосцев мало отличается от серии Кайзеров, вооружение незначительно сменило расположение, а главные изменения коснулись бронирования.
Все корабли типа «Виттельсбах», кроме «Швабена», вошли в состав I эскадры. «Швабен» был назначен в учебную эскадру по настоянию Тирпица. Состав учебной эскадры из устаревших кораблей ограничивал её способность эффективно обучать экипажи; корабль, который заменил «Швабен», был древний броненосный фрегат «Фридрих Карл», спущенный на воду в 1867 году. Карьера других кораблей в мирное время в основном состояла из рутинных манёвров и тренировок в течение каждого года. Подготовка эскадр и флота обычно проводилась в апреле и мае, а в июне и июле обычно следовали основные походы флота, после чего флот собирался для ежегодных осенних манёвров в конце августа и сентябре. Походы флота обычно совершались в норвежские воды вместе с яхтой кайзера Вильгельма II, только в 1908 и 1909 годах флот отправился в дальние походы в Атлантический океан, совершая заходы на материковую часть Испании, Канарские острова и Азорские острова.
С началом Первой Мировой войны из кораблей этой серии была сформирована 4-я эскадра, которая участвовала в боях в Рижском заливе однако, уже в 1916 году она была расформирована. «Мекленбург» стал плавучей тюрьмой, а «Швабен» и «Виттельсбах» — плавбазами катерных тральщиков.

## Использованная литература и источники
1. 1 2 3 4 5  Gröner. Band 1. — S.39
2. ↑  История создания и службы германских броненосцев. Дата обращения: 10 июля 2021. Архивировано 5 мая 2021 года.
3. 1 2 3 4  Gröner. Band 1. — S.40
4. ↑  NavWeaps (24 cm/40).
5. ↑  NavWeaps (8.8 cm/30).
6. ↑  Кофман В. Корабль, начавший мировую войну // Моделист-Конструктор : журнал. — 1993. — № 10. — С. 27—28.